# Іберійка гірка
Іберійка гірка (Iberis amara L.) — рослина з роду іберійка (Iberis) родини капустяні.
Зростає в Західній та Південній Європі, в західній частині Центральної Європи має свій східний кордон. Уподобаннями є вапняні і кам'янисті глинясті ґрунти. лат. amarus — «гіркий», що вказує на сильний гіркий смак інгредієнтів. Через гіркий смак, має стимулювальну дію на шлунок, а також спазмолітичну та протизапальну дію. Це, як правило, одно, рідко дворічна трав'яниста рослина. У вертикальному положенні до 40 см у висоту і, як правило, має розгалужені стебла. Ароматні квіти білі, рідше блідо-фіолетові. Квітне з травня по серпень. Плоди — майже кругові стручки від 4 до 7 мм довжиною, 4-6 мм шириною.